# Ammalo helops
Ammalo helops är en fjärilsart som beskrevs av Pieter Cramer 1775. Ammalo helops ingår i släktet Ammalo och familjen björnspinnare. Inga underarter finns listade i Catalogue of Life.

## Bildgalleri

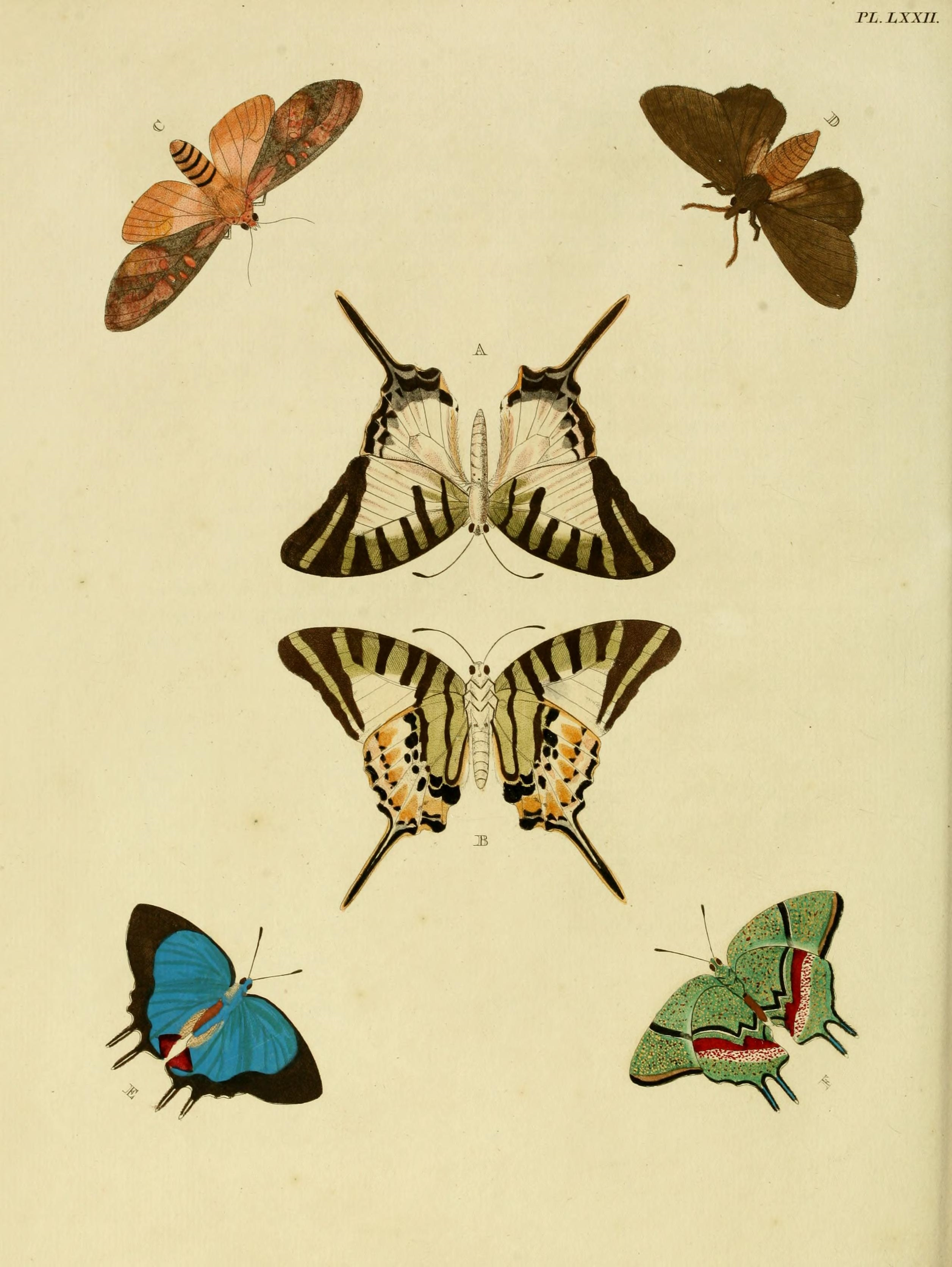
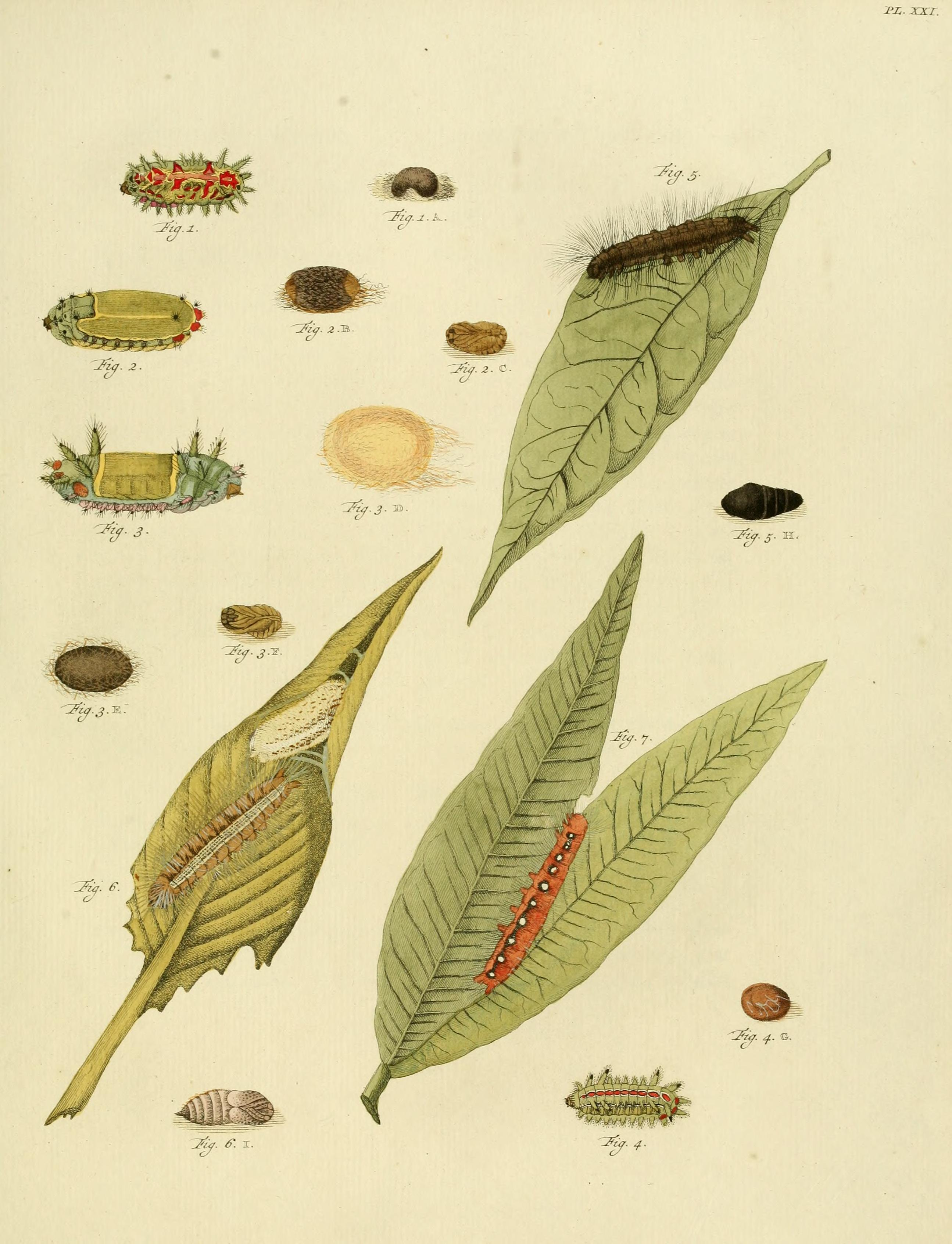